# 田野倉站
田野倉站（日语：／ Tanokura eki */?）是一個位於日本的山梨縣都留市田野倉，屬於富士急行大月線的車站，車站編號為FJ03。

## 歷史
- 1929年（昭和4年）6月19日：開業。

## 車站結構
對向式月台2面2線的地面車站。

### 月台配置
| 月台 | 路線        | 方向 | 目的地                             | 備註           |
| ---- | ----------- | ---- | ---------------------------------- | -------------- |
| 1    | ■富士急行線 | 上行 | 大月、東京、甲府方向               |                |
| 1    | ■富士急行線 | 下行 | 富士山、富士急高原樂園、河口湖方向 | 通常在此月台   |
| 2    | ■富士急行線 | 下行 | 富士山、富士急高原樂園、河口湖方向 | 主要用於待避時 |

## 使用情況
2013年度（平成26年度）1日平均上下車人次為628人。

## 相鄰車站
富士急行
■大月線
大月（FJ01）－上大月（FJ02）（※）－田野倉（FJ03）－禾生（FJ04）
（※）一部分列車不停靠上大月站。

## 外部連結
- 田野倉站 （页面存档备份，存于） - 富士急行